# 三宅麻理恵
三宅 麻理恵（みやけ まりえ、1985年6月7日 - ）は、日本の女性声優。大阪府出身。ラクーンドッグ所属。

## 来歴
5歳の時はテレビアニメ『美少女戦士セーラームーン』、『姫ちゃんのリボン』、『魔法のプリンセス ミンキーモモ』が好きで見ていたという。しかし母から「ほら、戸田恵子さんや。この人がアンパンマンの声をやってるんやで～」などと教えられていたため、職業としての声優を知っていたという。
19歳の時に『プラネテス』に感動し、声優になるのを決意。東京の大学に合格したのを機にプロ・フィット声優養成所に入所。
2007年、『がくえんゆーとぴあ まなびストレート!』でデビュー。その後、2011年に『輪るピングドラム』にて初のメインキャストに抜擢される。
2022年4月1日付で所属していたプロ・フィットが同年3月末を以てマネジメント事業を終了したことに伴い、ラクーンドッグへ移籍。
2023年3月31日、自身のTwitterにて一般男性との結婚を報告。

## 人物・エピソード
性格は猪突猛進なマイペース。本人曰く、何事もやらないで後悔するよりやって後悔するタイプ。趣味は読書と落語。特技は中国語と素潜り。資格としてMicrosoft Word エキスパートと第三級アマチュア無線技士を取得している（アマチュア無線局のコールサインはJI1GMS）。またトランシーバーを常に持ち歩くアマチュア無線家でもある。座右の銘は 「人間万事塞翁が馬」。
尊敬する人物として、声優では三石琴乃、作家では宮沢賢治を挙げている。
肉の中では豚肉が好きで、普段は標準語だが、出身が大阪府のため、大阪弁になることがある。
アニメ『緋色の欠片』では、杉田智和、岡野浩介、浪川大輔などのベテラン声優と共演するなかで、自分の未熟さを痛感したと語っている。加えて自分の初主演アニメなこともありセリフが多く、監督のOKが出るまで何度も収録を続けることも少なくなかったため、自分がOKを出すまで文句一つ言わず待っていてくれた他の声優やスタッフには感謝してもしきれないと語った。このアニメがきっかけとなり、「緋色会」という緋色の欠片の出演者と集まって食事をしたり、杉田智和がパーソナリティのラジオ『杉田智和のアニゲラ!ディドゥーーン』への出演を果たしたりと、作品が終わっても出演者との繋がりがあることをSNSで報告している。

## 交友関係
磯村知美
『緋色の欠片』で共演。お互いゲーム好きなこともあり仲が良い。
藤田麻衣子
『緋色の欠片』の主題歌を担当。三宅を「けまりちゃん」と呼び、アニメ終了後も『緋色の欠片』のメンバーと共に食事に行っている。また、コンサートに三宅が応援に行ったこともある。また、Animelo Summer Live 2013 -FLAG NINE-で会ったときにも一緒に映った写真が上げられている。

## 出演
太字はメインキャラクター。

### テレビアニメ
2007年
- がくえんゆーとぴあ まなびストレート!（上原大海、聖桜学園生徒B、生徒）
- スカルマン（子供）
- School Days（少女）
- 鉄子の旅（沿線の人々）
- ラブ★コン（生徒）

2008年
- スキップ・ビート!（2008年 - 2009年、オーディション参加者、エキストラ）
- のらみみ2（マユコ）
- ポルフィの長い旅（女性客）

2009年
- スレイヤーズEVOLUTION-R（女の子A）
- WHITE ALBUM（生徒）

2011年
- SKET DANCE（安田沙織）
- 世界一初恋2（OL）
- ファイ・ブレイン 神のパズル（園児）
- マケン姫っ!（女子生徒）
- ましろ色シンフォニー（雪森美津子、クラスメイト）
- 輪るピングドラム（荻野目苹果、歌田光莉）

2012年
- あっちこっち（桐野亜美）
- 坂道のアポロン（女生徒）
- 咲-Saki- シリーズ（2012年 - 2014年、荒川憩） - 2シリーズ
- ジュエルペット きら☆デコッ!（カコ）
- ちとせげっちゅ!!（巫女）
- トータル・イクリプス（盧雅華）
- 夏雪ランデブー（アッコ）
- 薄桜鬼 黎明録（女将、町人、仲居）
- 緋色の欠片（春日珠紀） - 2シリーズ
- プリティーリズム・ディアマイフューチャー（ソミン）
- ポヨポヨ観察日記（クロベエ、田中ユカ）

2013年
- ガッチャマン クラウズ（宮本真緒、女子高生、アバター）
- 銀の匙 Silver Spoon（2013年 - 2014年、御影アキ） - 2シリーズ
- 琴浦さん（アナウンス〈女性〉）
- 超次元ゲイム ネプテューヌ THE ANIMATION（村人B）
- てーきゅう（ナターリア、マイケル、おばあちゃん、誰、おばちゃん 他）
- とある科学の超電磁砲S（女子生徒）
- 幕末義人伝 浪漫（玄太、女将）
- 八犬伝―東方八犬異聞―（熊谷鈴、ウサクマ）
- ビビッドレッド・オペレーション（オペレーター）
- プリティーリズム・レインボーライブ（梅田先生）
- WHITE ALBUM2（女子生徒）
- ラブライブ!（ヒデコ）
- ゆゆ式（美術部先輩）

2014年
- ウィザード・バリスターズ 弁魔士セシル（フミヤ）
- ガールフレンド（仮）（サイボーグ少女）
- 月刊少女野崎くん（マミコ）
- 最近、妹のようすがちょっとおかしいんだが。（女A）
- 四月は君の嘘（看護師）
- ストライク・ザ・ブラッド
- のうりん（佐藤香苗）
- 信長協奏曲（森坊丸）

2015年
- アイドルマスター シンデレラガールズ（安部菜々）
- 終わりのセラフ（亜子）
- ガッチャマン クラウズ インサイト（宮本真緒、局アナ、坪井ユキ、くうさま）
- GATE 自衛隊 彼の地にて、斯く戦えり（メリザの息子）
- 聖剣使いの禁呪詠唱（黒魔女子A）
- 電波教師（ちよ）
- VALKYRIE DRIVE -MERMAID-（桐井双葉）
- 監獄学園（女子H）

2016年
- うたわれるもの 偽りの仮面（シチーリヤ）
- 怪盗ジョーカー（キャンディ）
- 紅殻のパンドラ（崑崙八仙拓美）
- 昭和元禄落語心中（2016年 - 2017年、OL、女性客、蕎麦屋女将、寄席の客、芸者 他） - 2シリーズ
- 一人之下 the outcast（2016年 - 2018年、呂良） - 2シリーズ
- 私たち、らくろじ部!（エンドーさん、道楽多幸）

2017年
- ひなろじ〜from Luck & Logic〜（ベル、リオンの母）
- アニメガタリズ（女子生徒）
- アイドルマスター シンデレラガールズ劇場（2017年 - 2019年、安部菜々、女性スタッフ） - 3シリーズ

2018年
- BEATLESS（女子A）
- ラーメン大好き小泉さん（修〈子供〉）
- 甘い懲罰〜私は看守専用ペット（早乙女陽菜） - 通常版
- グランクレスト戦記（村人）
- ピアノの森（2018年 - 2019年、雨宮奈美恵） - 2シリーズ
- おじゃる丸（惑星、就活中の女子学生）
- 多田くんは恋をしない（伊集院薫〈幼少期〉）
- 宇宙戦艦ティラミス（スバル母、音声） - 2シリーズ
- ハッピーシュガーライフ（OL風のおねえさん）
- ユリシーズ ジャンヌ・ダルクと錬金の騎士（娼婦A、妖精D、町女A）

2019年
- キラッとプリ☆チャン（2019年 - 2020年、まりあママ）
- ACTORS -Songs Connection-（光司菜々子）
- アズールレーン（寧海）
- 歌舞伎町シャーロック（田中浩子）

2020年
- 異種族レビュアーズ（レイシ）
- 乙女ゲームの破滅フラグしかない悪役令嬢に転生してしまった…（子供）
- ド級編隊エグゼロス（みにゃりん）
- 富豪刑事 Balance:UNLIMITED（女将）
- 魔女の旅々（魔女A）
- 魔王城でおやすみ（グロウウィスプ）

2021年
- 魔法科高校の優等生（愛梨の母親）

2022年
- その着せ替え人形は恋をする（2022年 - 2025年、涼香 / 伊藤涼香） - 2シリーズ
- 恋は世界征服のあとで（女子アナ、不動の母、女子A）
- 理系が恋に落ちたので証明してみた。r=1-sinθ（奏の母）
- RPG不動産（屋台のおばさん）
- うたわれるもの 二人の白皇（クラリン、シチーリヤ）
- 黒の召喚士（ジェラールの妻）
- うちの師匠はしっぽがない（若狸A、借金取り1、狸、芸者2、子供）

2023年
- 最強陰陽師の異世界転生記（ルフト〈幼少期〉）
- 氷属性男子とクールな同僚女子（女性B）
- アイドルマスター シンデレラガールズ U149（安部菜々）
- 異世界ワンターンキル姉さん 〜姉同伴の異世界生活はじめました〜（キャシー）
- 幻日のヨハネ -SUNSHINE in the MIRROR-
- 白聖女と黒牧師（街人）
- 君のことが大大大大大好きな100人の彼女（園内アナウンス）
- 星屑テレパス（屋台スタッフ）
- 冒険者になりたいと都に出て行った娘がSランクになってた
- ゾン100〜ゾンビになるまでにしたい100のこと〜（日暮〈少年時代〉）

2024年
- 名湯『異世界の湯』開拓記 〜アラフォー温泉マニアの転生先は、のんびり温泉天国でした〜（繭玉）
- 月刊モー想科学（オムレット）
- 佐々木とピーちゃん（アナウンサー）
- 転生貴族、鑑定スキルで成り上がる（クリス）
- となりの妖怪さん（モリノ、幼い椿、奈美子〈子供〉、男の子、佐野夏）
- 逃げ上手の若君（誉）
- 新米オッサン冒険者、最強パーティに死ぬほど鍛えられて無敵になる。（母）
- ドラえもん（テレビ朝日版第2期）（女神）
- 多数欠（佳月〈小4〉）
- 青のミブロ（2024年 - 2025年、少年）
- 殿と犬（2024年 - 2025年、長屋の住人たち、炭屋、ネズミA、女房A、ナツ） - 4バージョン共通
- 合コンに行ったら女がいなかった話
- 最凶の支援職【話術士】である俺は世界最強クランを従える（使用人A）

2025年
- 沖縄で好きになった子が方言すぎてツラすぎる（店員）
- 全修。（子供たち）
- 外れスキル《木の実マスター》 〜スキルの実（食べたら死ぬ）を無限に食べられるようになった件について〜（母親）
- 鬼人幻燈抄（村人）
- 華Doll*-Reinterpretation of Flowering-（街頭の女性）
- カッコウの許嫁 Season2（食事処のおばさん）
- ぬきたし THE ANIMATION（ガマンジル・ド・レ）

### 劇場アニメ
2008年
- 武者ケロ お披露目!戦国ラン星大バトル!!（村娘）

2009年
- UFO学園の秘密（副担任）

2012年
- ジュエルペット スウィーツダンスプリンセス（ショコラ）

2013年
- PERSONA3 THE MOVIE（2013年 - 2015年、女子B、メイドC、女子部員A） - 3作品
- Paper Cranes Story ケンタとマイコ（マイコ）

2014年
- 劇場版 プリティーリズム・オールスターセレクション プリズムショー☆ベストテン（ソミン）

2015年
- 心が叫びたがってるんだ。（渡辺）
- バケモノの子
- ラブライブ!The School Idol Movie（ヒデコ）

2022年
- RE:cycle of the PENGUINDRUM（荻野目苹果） - 前後編

時期不明
- ククリレイジュ -三星堆伝奇-（リィリン）

### OVA
- 魚介類 山岡マイコの友 茹田蟹幸（2011年、エイコ）
- てーきゅう（2013年 - 2017年、歯医者助手、ばあちゃん、ママリン） - 3シリーズ[一覧 13]
- れすきゅーME!（2013年、小園杏奈[60]） - コミックス第3巻オリジナルアニメBlu-ray付き予約限定版
- ストライク・ザ・ブラッド II（2017年、ヴァレリア・ネーラ）
- 終末のハーレムVR（2019年、東堂晶[61]）
- 乙女ゲームの破滅フラグしかない悪役令嬢に転生してしまった…X（2021年、子供） - コミックス第7巻特装版
- OVA アズールレーン Queen's Orders（2023年、ニンハイ）

### Webアニメ
- たまぽんず（2017年、ひな / カラス[62]）
- エロ◆ラバ（2019年、中西実矢[63]）
- 落下生（2021年、教員[64]）
- アイドルマスター シンデレラガールズ劇場 Extra Stage（2021年、安部菜々）
- ジュエルペット あたっくとらべる!（2022年、バスガイド[65][66]）

### ゲーム
2007年
- タッチ・デ・ウノー! DS（アミ、マリ）

2009年
- THE ホストしようぜ! 〜DXナイトキング〜（北条静香）

2012年
- プリティーリズム（ソミン）
- ペルソナ4 ジ・アルティメット イン マヨナカアリーナ（機体番号024）

2013年
- アイドルマスター シンデレラガールズ（2013年 - 2024年、安部菜々） - 3作品
- 咲-Saki- 阿知賀編 episode of side-A Portable（荒川憩）
- 三国志パズル大戦（孫権）
- ティアーズ・トゥ・ティアラII 覇王の末裔（ダフニス）
- 箱庭のフォルクローレ（クルル）
- マブラヴ オルタネイティヴ トータル・イクリプス（慮雅華少尉）
- LORD of VERMILION III（九紋龍史進、ブリュンヒルデ）

2014年
- あかやあかしやあやかしの（水仙）
- 戦場のウエディング（ビッキー）
- ハマトラ Look at Smoking World（クロマル）
- ペルソナ4 ジ・アルティマックス ウルトラスープレックスホールド
- 嫁コレ（御影アキ）
- 落櫻散華抄（平沢佳奈）

2015年
- ソードアート・オンライン-ロスト・ソング-
- 家電少女（あきら、みさき、新咲しおり）
- 銀鍵のアルカディアトライブ（ナウム）
- 神撃のバハムート（ディーエ、安部菜々）
- トイズドライブ（竹見ちぐさ）
- 夏色ハイスクル★青春白書 〜転校初日のオレが幼馴染と再会したら(略)（吉野小百合）
- 猫耳さばいばー!（ナツメ、あゆ）
- うたわれるもの 偽りの仮面（シチーリヤ、クラリン）

2016年
- マジガーーーーール!!!（九条和葉）
- リーリヤのおともだち（ミーヤ）
- うたわれるもの 二人の白皇（シチーリヤ、クラリン）
- フィギュアヘッズ（アイリーン）

2017年
- エンドライド -X fragments-（コーデリア）
- クラッシュ・オブ・パンツァー（宮崎繋乃、オリーヴィア・カリウス）
- Guns of Soul（イカロス）
- シノビナイトメア（シキブ）
- ファイナルファンタジーXIV 紅蓮のリベレーター（シリナ）
- フィギュアヘッズ エース（アイリーン）
- アズールレーン（2017年 - 2024年、アヴローラ、寧海） - 2作品

2018年
- ソードアート・オンライン フェイタル・バレット（アファシスA290-00 女ボイス3）
- フォルティッシモ（砂川美耶）
- P.E.T.S.アカデミア
- アンジュ・ヴィエルジュ 〜ガールズバトル〜（カポネ・プリン）
- LORD of VERMILION IV（九紋龍史進、アルテミス）
- クイズRPG 魔法使いと黒猫のウィズ（エリエリ・サバル）

2019年
- 不思議の幻想郷 -ロータスラビリンス-（坂田ネムノ 他）
- 一零プロジェクト（キアナ）

2020年
- エースヴァージン: 再出撃（SU-24、SU-7、Tu-154、F2A バッファロー、TBD、J-15 殲撃15型）
- Shadowverse（安部菜々、殲滅のアルミラージ、ゴブリンクイーン）
- ブラウンダスト（カラロン）
- 共闘ことばRPG コトダマン（ツンショウ香、コンロン、モーフォルトゥナ）
- 白昼夢の青写真（有島祥子、松風梓姫、出雲）

2021年
- ウマ娘 プリティーダービー（2021年 - 2024年、マーベラスサンデー）
- デスティニーチャイルド（ロザンナ）
- アークナイツ（セイリュウ）
- アイドルマスター ポップリンクス（安部菜々）
- うたわれるもの斬2（シチーリヤ）
- アイドルマスター スターリットシーズン（安部菜々）
- 鬼滅の刃 ヒノカミ血風譚
- 異世界に飛ばされたらパパになったんだが 〜精霊騎士団物語〜（ダイナ）
- ミラクルスイーツショップ（フィリア）

2022年
- COGEN 大鳥こはくと刻の剣（大鳥みもり）
- トライアングルストラテジー（オルレア）
- LOST EPIC（美しく気高い女騎士）
- エターナルツリー（秋分）
- 東方ダンマクカグラ（ミスティア・ローレライ）

2023年
- ファイアーエムブレム エンゲージ（ジェーデ、アビューム）
- OCTOPATH TRAVELER II（マヒナ）
- アース：リバイバル（キョウコ）

2024年
- あかやあかしやあやかしの 綴（水仙）
- カバラの伝説（ブルーローズ）
- 不思議の幻想郷 -FORESIGHT-（多々良小傘）
- アウタープレーン（アカリ）
- ブラウンダスト2（レヴィア）
- ペルソナ3 リロード
- 三國志8 REMAKE（大喬）
- ウマ娘 プリティーダービー 熱血ハチャメチャ大感謝祭!（マーベラスサンデー） - DLC追加キャラクター

2025年
- キャットガールサバイバー（シロ）

### 吹き替え
- 羅小黒戦記 ぼくが選ぶ未来（2020年、少女）
- 最後の召喚師 -The Last Summoner-（2023年、彫刻、アジェの母）
- Call Star -ボクは本当にダメな星?-（2023年、母、子供探偵）

### ドラマCD
2007年
- ラ・サタニカ（女子B）

2010年
- いつか天魔の黒ウサギ2 〜<<月>>が昇る昼休み〜（女友達）

2011年
- 神々の午睡（朱音）

2012年
- あっちこっち キャラクターソングミニアルバム 〜お悩みゅーじっく・たーみなる〜（桐野亜美）
- あかやあかしやあやかしの シリーズ
  - アンソロジードラマCD1「かくれんぼ」（金魚）
  - アンソロジードラマCD2「かげふみあそび」（金魚）
  - ドラマCD（ヒトビト）

2013年
- アイドルマスター シンデレラガールズ コミックアンソロジー cute VOL.2 付属 キュートなドラマCD（安部菜々）

2014年
- THE IDOLM@STER CINDERELLA GIRLS WONDERFUL M@GIC!! SPECIALドラマCD（安部菜々）
- TVアニメ「月刊少女野崎くん」ドラマCD 〜秋編〜（マミコ）

2015年
- アニメ アイドルマスター シンデレラガールズ BD / DVD 完全生産限定版特典ドラマCD（安部菜々）
  - 第4巻「Sometimes sweet become bittersweet」
  - 第6巻「Treasure of Exploration」

- TVアニメ「月刊少女野崎くん」ドラマCD 〜冬編〜（マミコ）
- ハンツー×トラッシュ（村上） ※コミックス第7巻ドラマCD付き限定版付属

2016年
- アイドルマスター シンデレラガールズ WILD WIND GIRL（安部菜々） - 第1・3巻特装版オリジナルCD

2018年
- ストレイバレットベイベー

2020年
- ダブルフェイスには敵わない（市井 他）
- オールドファッションカップケーキ（女性客）
- 嫌いでいさせて（主婦）

2021年
- お願い、そんなに噛まないで（スタッフ）
- 羽賀くんは噛まれたい（佐倉）
- 兎の森1（志井の母）
- シャングリラの鳥II（女性）

2022年
- みだらな猫は吐息にとろける（あっくんのママ）
- この手を離さないで（大和〈幼少期〉）

2023年
- I♡歌舞伎町（令の母）
- 好きって言ったのお前だろうが！
- 偏愛ドラマティック・モンスター（松本）

2024年
- さんかくトワイライト（ミキの母）

### ラジオ
※はインターネット配信。
- ラジオ緋色の欠片〜紅陵学院放送室〜（2012年、ラジオ大阪・HiBiKi Radio Station※・Lantis ネットラジオ※）
- M×Mラボ（2014年 - 2016年、ListenRadio※→超!A&G+※）
- RADIO of VERMILION〜マナタワー放送局〜（2016年 - 2017年、超!A&G+※・AG-ON Premium※）[143]
- THE IDOLM@STER webラジオ〜バンプレストスペシャル〜ウサミン星からう〜どっかーん！（2017年 - 2018年、ニコニコ動画内「バンプレちゃんねる」※）[144]
- THE IDOLM@STER MUSIC ON THE RADIO（2018年、ニコニコ生放送※） - アシスタントパーソナリティー
- 三宅麻理恵・長妻樹里のシェアラジ（2020年7月07日 -  2020年12月22日、AuDee※）[145]

### ラジオCD
- ラジオCD 緋色の欠片〜紅陵学院放送室〜 真弘と珠紀、ときどき謎

### ラジオドラマ
- 花の慶次（2014年、おふう、直江まつ）

### Web番組
- まりえさゆりのオフラインセッション（2017年 - 2025年、ニコニコ生放送・YouTube Live）
- まりえってぃ､るるきゃんの『ゲームは1日◯時間!』（2016年 - 2019年、ニコニコ生放送）
- 三宅麻理恵のゲーマーズギルド（2020年 - 、ニコニコ生放送）
- ポプマス生配信（2020年 - 、ニコニコ生放送・YouTube Live・Periscope）ポプマス宣伝大使[146][147]

### 映像商品
- ラジオ アイドルマスター シンデレラガールズ『デレラジ』DVD Vol.4（2014年）
- THE IDOLM@STER M@STERS OF IDOL WORLD!!2014 Day2（2014年）[148]
- THE IDOLM@STER CINDERELLA GIRLS 1stLIVE WONDERFUL M@GIC!! Day1（2014年）[149]
- THE IDOLM@STER CINDERELLA GIRLS 2ndLIVE PARTY M@GIC!!（2015年）[150]
- THE IDOLM@STER CINDERELLA GIRLS 3rdLIVE シンデレラの舞踏会 -Power of Smile- Blu-ray Day1（2016年）[151]
- ラジオ アイドルマスター シンデレラガールズ『デレラジ』DVD Vol.10（2017年）[152]
- THE IDOLM@STER CINDERELLA GIRLS 4thLIVE TriCastle Story（2017年）[153]
- 牧野由依の大人だっていいじゃない！青春laboratory Vol.1（2019年）

### デジタルコミック
- 百合姫PowerPush第4弾 たとえとどかぬ糸だとしても PV（2019年、鳴瀬薫瑠[154]）
- いきもの生態観察バラエティー ぼくらはみんな（2022年、クロヤマアリの女王[155]）
- 花の慶次 -雲のかなたに-（2023年、おふう[156]、おまつ、利沙、於義丸）
- くるくるくるま ミムラパン（2023年、スズメ[157]、らく）
- 佐々木とピーちゃん お隣さんボイスコミック（2024年、お隣さんの母[158]）

### CM
- アイドルマスター ポップリンクス TVCM「ひと息プロデュース！篇」（2021年、顔出し出演）
- アイドルマスター シンデレラガールズ×CLIP STUDIO PAINT WebCM（2024年、安部菜々[159]）

### PV
- カクヨム PV（2021年、ナレーション[160]）

### 朗読劇
- 朗読劇「白昼夢の青写真 CASE-_ 誰が為のIHATOV」（2023年7月29日、科学技術館 サイエンスホール / 2024年8月3日、山野ホール）[161][162]

### その他コンテンツ
- 声優アニメディア連載「ゲームな人生」（2013年 - 2019年）
- Gamer連載「マリエッティのゲーム探訪」（2016年 - ）[163]
- 第2回全国エンタメまつり 応援大使（2018年）[164]
- オリコンミュージックストア連載「三宅的には。」（2018年 - 2019年）[165]
- MAPLUS キャラdeナビ（2022年、安部菜々[166]）
- Cafe「Sereno」センパイぶる名物マスコット ロリ店員と。（2022年）[167]
- はまっ子防災プロジェクト 防災アニメーション（2022年、浜音詩[168]）
- ヒラヒラヒヒル 特別寄稿「瀬戸口廉也を語る」（2023年）[169]
- 名湯『異世界の湯』開拓記 〜アラフォー温泉マニアの転生先は、のんびり温泉天国でした〜 ASMRドラマ 繭玉編「キツネの少女とお気に入りの場所」（2024年、繭玉[170]）
- スワロウテイル（2024年、クミ[171]）

## ディスコグラフィ

### キャラクターソング
| 発売日   | 商品名 | 歌 | 楽曲 | 備考                                                                             |
| 2011年   | 2011年 | 2011年 | 2011年 | 2011年                                                                           |
| -------- | --- | --- | --- | -------------------------------------------------------------------------------- |
| 12月21日 | 輪るピングドラム キャラクターソングアルバム「HHH」                                                        | トリプルH | 「ROCK OVER JAPAN」 「イカレちまったぜ!!」 「BAD NEWS（黒い予感）」 「魂こがして」 「ダディーズ・シューズ」 「Private Girl」 「HIDE and SEEK」 「朝のかげりの中で」 「灰色の水曜日」 「HEROES〜英雄たち」 | テレビアニメ『輪るピングドラム』関連曲                                           |
| 2012年   | | | |                                                                                  |
| 12月19日 | プリティーリズム・ディアマイフューチャー プリズムソング・コレクション「Life is just a miracle」           | COSMOs | 「cheer! yeah! ×2」 | テレビアニメ『プリティーリズム・ディアマイフューチャー』挿入歌                   |
| 2013年   | | | |                                                                                  |
| 5月22日  | THE IDOLM@STER CINDERELLA MASTER 018 安部菜々                                                             | 安部菜々（三宅麻理恵） | 「メルヘンデビュー」 | ゲーム『アイドルマスター シンデレラガールズ』関連曲                              |
| 10月9日  | THE IDOLM@STER CINDERELLA MASTER Cute Jewelries! 001                                                      | 双葉杏（五十嵐裕美）、前川みく（高森奈津美） 、島村卯月（大橋彩香）、小日向美穂（津田美波）、安部菜々（三宅麻理恵） | 「アタシポンコツアンドロイド」 「ススメ☆オトメ 〜jewel parade〜」 | ゲーム『アイドルマスター シンデレラガールズ』関連曲                              |
| 10月9日  | THE IDOLM@STER CINDERELLA MASTER Cute Jewelries! 001                                                      | 安部菜々（三宅麻理恵） | 「碧いうさぎ」 | ゲーム『アイドルマスター シンデレラガールズ』関連曲                              |
| 2014年   | | | |                                                                                  |
| 7月30日  | THE IDOLM@STER CINDERELLA MASTER We're the friends!                                                       | THE IDOLM@STER CINDERELLA GIRLS! | 「We're the friends!」 | ゲーム『アイドルマスター シンデレラガールズ』関連曲                              |
| 7月30日  | THE IDOLM@STER CINDERELLA MASTER We're the friends!                                                       | THE IDOLM@STER CINDERELLA GIRLS for BEST5! | 「メッセージ」 | ゲーム『アイドルマスター シンデレラガールズ』関連曲                              |
| 2015年   | | | |                                                                                  |
| 9月16日  | 心が叫びたがってるんだ。 オリジナルサウンドトラック                                                       | 少女［仁藤菜月（雨宮天）］、街の人々 | 「word word word」 | 劇場アニメ『心が叫びたがってるんだ。』劇中歌                                     |
| 9月16日  | 心が叫びたがってるんだ。 オリジナルサウンドトラック                                                       | 少女（心の声）［成瀬順（水瀬いのり）］、玉子［田崎大樹（細谷佳正）］、世界の人々 | 「心が叫びだす」 | 劇場アニメ『心が叫びたがってるんだ。』劇中歌                                     |
| 9月30日  | THE IDOLM@STER CINDERELLA GIRLS ANIMATION PROJECT 2nd season 03                                           | * (Asterisk) with なつなな | 「Wonder goes on!!」 | テレビアニメ『アイドルマスター シンデレラガールズ』エンディングテーマ            |
| 2016年   | | | |                                                                                  |
| 3月30日  | THE IDOLM@STER CINDERELLA GIRLS ANIMATION PROJECT ORIGINAL SOUNDTRACK                                     | 双葉杏（五十嵐裕美）、三村かな子（大坪由佳）、城ヶ崎莉嘉（山本希望）、神崎蘭子（内田真礼）、前川みく（高森奈津美）、諸星きらり（松嵜麗）、多田李衣菜（青木瑠璃子）、赤城みりあ（黒沢ともよ）、新田美波（洲崎綾）、緒方智絵里（大空直美）、安部菜々（三宅麻理恵）、木村夏樹（安野希世乃）、白坂小梅（桜咲千依） | 「GOIN'!!!」 | テレビアニメ『アイドルマスター シンデレラガールズ』挿入歌                        |
| 11月16日 | THE IDOLM@STER CINDERELLA MASTER Take me☆Take you                                                         | THE IDOLM@STER CINDERELLA GIRLS! | 「Take me☆Take you」 | ゲーム『アイドルマスター シンデレラガールズ』関連曲                              |
| 2017年   | | | |                                                                                  |
| 1月25日  | THE IDOLM@STER CINDERELLA GIRLS VIEWING REVOLUTION Yes! Party Time!!                                      | 島村卯月（大橋彩香）、渋谷凛（福原綾香）、本田未央（原紗友里）、赤城みりあ（黒沢ともよ）、安部菜々（三宅麻理恵） | 「Yes! Party Time!!（M@STER VERSION）」 | ゲーム『アイドルマスター シンデレラガールズ ビューイングレボリューション』関連曲 |
| 2月8日   | THE IDOLM@STER CINDERELLA MASTER EVERMORE                                                                 | 島村卯月（大橋彩香）、渋谷凛（福原綾香）、本田未央（原紗友里）、赤城みりあ（黒沢ともよ）、安部菜々（三宅麻理恵）、神崎蘭子（内田真礼）、小日向美穂（津田美波）、城ヶ崎美嘉（佳村はるか）、城ヶ崎莉嘉（山本希望）、高垣楓（早見沙織）、多田李衣菜（青木瑠璃子）、新田美波（洲崎綾）、双葉杏（五十嵐裕美）、前川みく（高森奈津美）、諸星きらり（松嵜麗） | 「ススメ☆オトメ 〜jewel parade〜」 | ゲーム『アイドルマスター シンデレラガールズ』関連曲                              |
| 2月8日   | THE IDOLM@STER CINDERELLA MASTER EVERMORE                                                                 | 大橋彩香、福原綾香、原紗友里、藍原ことみ、青木志貴、青木瑠璃子、飯田友子、五十嵐裕美、今井麻夏、上坂すみれ、内田真礼、桜咲千依、大空直美、大坪由佳、金子真由美、金子有希、木村珠莉、黒沢ともよ、佐藤亜美菜、下地紫野、洲崎綾、鈴木絵理、髙野麻美、高森奈津美、立花理香、種﨑敦美、千菅春香、東山奈央、長島光那、原優子、早見沙織、春瀬なつみ、渕上舞、牧野由依、松井恵理子、松嵜麗、三宅麻理恵、村中知、杜野まこ、安野希世乃、山下七海、山本希望、佳村はるか、ルゥティン、和氣あず未 | 「EVERMORE（4thLIVE MIX）」 | ゲーム『アイドルマスター シンデレラガールズ』関連曲                              |
| 3月1日   | THE IDOLM@STER CINDERELLA GIRLS STARLIGHT MASTER 09 ラブレター                                            | 安部菜々（三宅麻理恵） | 「メルヘン∞メタモルフォーゼ！」 | ゲーム『アイドルマスター シンデレラガールズ スターライトステージ』関連曲         |
| 6月8日   | アイドルマスター シンデレラガールズ WILD WIND GIRL 第3巻特装版特典CD                                      | 安部菜々（三宅麻理恵） | 「Yes! Party Time!!（Short Size）」 | 漫画『アイドルマスター シンデレラガールズ WILD WIND GIRL』関連曲                 |
| 8月9日   | THE IDOLM@STER CINDERELLA GIRLS STARLIGHT MASTER 12 命燃やして恋せよ乙女                                  | 高垣楓（早見沙織）、佐藤心（花守ゆみり）、三船美優（原田彩楓）、安部菜々（三宅麻理恵）、片桐早苗（和氣あず未） | 「命燃やして恋せよ乙女（M@STER VERSION）」 | ゲーム『アイドルマスター シンデレラガールズ スターライトステージ』関連曲         |
| 10月18日 | THE IDOLM@STER CINDERELLA GIRLS MASTER SEASONS AUTUMN!                                                    | 安部菜々（三宅麻理恵）、乙倉悠貴（中島由貴）、前川みく（高森奈津美） | 「Halloween♥Code」 | ゲーム『アイドルマスター シンデレラガールズ』関連曲                              |
| 11月1日  | THE IDOLM@STER CINDERELLA GIRLS LITTLE STARS! Blooming Days                                               | 安部菜々（三宅麻理恵）、五十嵐響子（種﨑敦美）、緒方智絵里（大空直美）、道明寺歌鈴（新田ひより）、早坂美玲（朝井彩加） | 「Blooming Days」 | テレビアニメ『アイドルマスター シンデレラガールズ劇場』エンディングテーマ        |
| 11月1日  | THE IDOLM@STER CINDERELLA GIRLS LITTLE STARS! Blooming Days                                               | 安部菜々（三宅麻理恵）、緒方智絵里（大空直美） | 「メッセージ -しんげきRemix-」 | テレビアニメ『アイドルマスター シンデレラガールズ劇場』関連曲                    |
| 2018年   | | | |                                                                                  |
| 3月3日   | アイドルマスター シンデレラガールズ劇場 すぷりんぐふぇすてぃばる 2018 会場オリジナルCD                    | 安部菜々（三宅麻理恵） | 「We're the friends!」 「メッセージ」 | ゲーム『アイドルマスター シンデレラガールズ』関連曲                              |
| 7月31日  | - | 安部菜々（三宅麻理恵） | 「お願い！シンデレラ 」 | ゲーム『アイドルマスター シンデレラガールズ スターライトステージ』関連曲         |
| 9月8日   | THE IDOLM@STER CINDERELLA GIRLS SS3A Live Sound Booth♪ 会場オリジナルCD                                   | 安部菜々（三宅麻理恵） | 「命燃やして恋せよ乙女（M@STER VERSION）」 | ゲーム『アイドルマスター シンデレラガールズ スターライトステージ』関連曲         |
| 10月31日 | THE IDOLM@STER CINDERELLA MASTER Trust me                                                                 | THE IDOLM@STER CINDERELLA GIRLS! | 「Trust me」 | ゲーム『アイドルマスター シンデレラガールズ』関連曲                              |
| 10月31日 | THE IDOLM@STER CINDERELLA MASTER Trust me                                                                 | THE IDOLM@STER CINDERELLA GIRLS for BEST5! | 「君への詩」 | ゲーム『アイドルマスター シンデレラガールズ』関連曲                              |
| 11月30日 | THE IDOLM@STER CINDERELLA GIRLS 6thLIVE MERRY-GO-ROUNDOME!!! MASTER SEASONS AUTUMN! SOLO REMIX            | 安部菜々（三宅麻理恵） | 「Halloween♥Code」 | ゲーム『アイドルマスター シンデレラガールズ』関連曲                              |
| 2019年   | | | |                                                                                  |
| 5月1日   | THE IDOLM@STER CINDERELLA GIRLS STARLIGHT MASTER 28 凸凹スピードスター                                    | 安部菜々（三宅麻理恵）、佐藤心（花守ゆみり） | 「凸凹スピードスター（M@STER VERSION）」 | ゲーム『アイドルマスター シンデレラガールズ スターライトステージ』関連曲         |
| 11月6日  | THE IDOLM@STER CINDERELLA GIRLS STARLIGHT MASTER COLLABORATION! 無重力シャトル                            | 安部菜々（三宅麻理恵）、城ヶ崎莉嘉（山本希望）、新田美波（洲崎綾）、相葉夕美（木村珠莉）、多田李衣菜（青木瑠璃子） | 「無重力シャトル（M@STER VERSION）」 | ゲーム『アイドルマスター シンデレラガールズ スターライトステージ』関連曲         |
| 11月6日  | THE IDOLM@STER CINDERELLA GIRLS STARLIGHT MASTER COLLABORATION! 無重力シャトル                            | 安部菜々（三宅麻理恵） | 「無重力シャトル（M@STER VERSION）」 | ゲーム『アイドルマスター シンデレラガールズ スターライトステージ』関連曲         |
| 2020年   | | | |                                                                                  |
| 7月15日  | THE IDOLM@STER CINDERELLA GIRLS STARLIGHT MASTER for the NEXT! 09 オタク is LOVE!                         | 荒木比奈（田辺留依）、神谷奈緒（松井恵理子）、安部菜々（三宅麻理恵） | 「オタク is LOVE!（M@STER VERSION）」 | ゲーム『アイドルマスター シンデレラガールズ スターライトステージ』関連曲         |
| 7月15日  | THE IDOLM@STER CINDERELLA GIRLS STARLIGHT MASTER for the NEXT! 09 オタク is LOVE!                         | 安部菜々（三宅麻理恵） | 「オタク is LOVE!（M@STER VERSION）」 | ゲーム『アイドルマスター シンデレラガールズ スターライトステージ』関連曲         |
| 10月7日  | THE IDOLM@STER CINDERELLA GIRLS Live Broadcast 24magic 〜シンデレラたちの24時間生放送！〜 オリジナルCD    | 安部菜々（三宅麻理恵） | 「凸凹スピードスター（M@STER VERSION）」 | ゲーム『アイドルマスター シンデレラガールズ スターライトステージ』関連曲         |
| 2021年   | | | |                                                                                  |
| 4月7日   | THE IDOLM@STER CINDERELLA GIRLS STARLIGHT MASTER GOLD RUSH! 07 Wish you Happiness!!                       | 辻野あかり（梅澤めぐ）、小早川紗枝（立花理香）、安部菜々（三宅麻理恵）、新田美波（洲崎綾）、ナターリア（生田輝）、塩見周子（ルゥティン）、浜口あやめ（田澤茉純） | 「Wish you Happiness!!（M@STER VERSION）」 | ゲーム『アイドルマスター シンデレラガールズ スターライトステージ』関連曲         |
| 4月7日   | THE IDOLM@STER CINDERELLA GIRLS STARLIGHT MASTER GOLD RUSH! 07 Wish you Happiness!!                       | 安部菜々（三宅麻理恵） | 「Wish you Happiness!!（M@STER VERSION）」 | ゲーム『アイドルマスター シンデレラガールズ スターライトステージ』関連曲         |
| 10月6日  | THE IDOLM@STER STARLIT SEASON 00 GR@TITUDE                                                                | Project LUMINOUS | 「GR@TITUDE」 | ゲーム『アイドルマスター スターリットシーズン』関連曲                            |
| 10月6日  | THE IDOLM@STER STARLIT SEASON 00 GR@TITUDE 日本コロムビア盤                                               | CINDERELLA GIRLS | 「GR@TITUDE」 | ゲーム『アイドルマスター スターリットシーズン』関連曲                            |
| 12月1日  | THE IDOLM@STER STARLIT SEASON 01                                                                          | Project LUMINOUS | 「THE IDOLM@STER」 | ゲーム『アイドルマスター スターリットシーズン』関連曲                            |
| 12月1日  | THE IDOLM@STER STARLIT SEASON 01                                                                          | CINDERELLA GIRLS、MILLIONSTARS | 「お願い！シンデレラ」 | ゲーム『アイドルマスター スターリットシーズン』関連曲                            |
| 12月1日  | THE IDOLM@STER STARLIT SEASON 01                                                                          | 天海春香（中村繪里子）、水瀬伊織（釘宮理恵）、菊地真（平田宏美）、我那覇響（沼倉愛美）、安部菜々（三宅麻理恵）、双葉杏（五十嵐裕美）、春日未来（山崎はるか）、大崎甘奈（黒木ほの香）、大崎甜花（前川涼子）、奥空心白（田中あいみ） | 「SESSION!」 | ゲーム『アイドルマスター スターリットシーズン』関連曲                            |
| 12月8日  | THE IDOLM@STER CINDERELLA GIRLS STARLIGHT MASTER GOLD RUSH! 13 Secret Mirage                              | 夢見りあむ（星希成奏）、佐城雪美（中澤ミナ）、安部菜々（三宅麻理恵） | 「ハレ晴レユカイ」 | ゲーム『アイドルマスター シンデレラガールズ スターライトステージ』関連曲         |
| 12月22日 | THE IDOLM@STER CINDERELLA GIRLS 10th ANNIVERSARY M@GICAL WONDERLAND TOUR!!! Celebration Land オリジナルCD | 安部菜々（三宅麻理恵） | 「Take me☆Take you」 | ゲーム『アイドルマスター シンデレラガールズ』関連曲                              |
| 2022年   | | | |                                                                                  |
| 1月19日  | THE IDOLM@STER STARLIT SEASON 02                                                                          | CINDERELLA GIRLS | 「Star!!」 | ゲーム『アイドルマスター スターリットシーズン』関連曲                            |
| 1月19日  | THE IDOLM@STER STARLIT SEASON 02                                                                          | 765PRO ALLSTARS、CINDERELLA GIRLS、MILLIONSTARS | 「Brand New Theater!」 | ゲーム『アイドルマスター スターリットシーズン』関連曲                            |
| 1月26日  | THE IDOLM@STER CINDERELLA MASTER キセキの証 & Let's Sail Away!!! & ココカラミライヘ！                     | 十時愛梨（原田ひとみ）、神崎蘭子（内田真礼）、渋谷凛（福原綾香）、塩見周子（ルゥティン）、島村卯月（大橋彩香）、高垣楓（早見沙織）、安部菜々（三宅麻理恵）、本田未央（原紗友里）、北条加蓮（渕上舞）、鷺沢文香（M・A・O） | 「ココカラミライヘ！」 | ゲーム『アイドルマスター シンデレラガールズ』関連曲                              |
| 1月26日  | THE IDOLM@STER CINDERELLA MASTER キセキの証 & Let's Sail Away!!! & ココカラミライヘ！ 特別限定盤          | 安部菜々（三宅麻理恵） | 「ココカラミライヘ！」 | ゲーム『アイドルマスター シンデレラガールズ』関連曲                              |
| 3月2日   | THE IDOLM@STER STARLIT SEASON 03                                                                          | CINDERELLA GIRLS | 「M＠GIC☆」 | ゲーム『アイドルマスター スターリットシーズン』関連曲                            |
| 4月13日  | THE IDOLM@STER STARLIT SEASON 04                                                                          | 天海春香（中村繪里子）、水瀬伊織（釘宮理恵）、菊地真（平田宏美）、我那覇響（沼倉愛美）、安部菜々（三宅麻理恵）、双葉杏（五十嵐裕美）、春日未来（山崎はるか）、田中琴葉（種田梨沙）、大崎甘奈（黒木ほの香）、大崎甜花（前川涼子）、奥空心白（田中あいみ）、詩花（高橋李依） | 「KAWAII ウォーズ」 | ゲーム『アイドルマスター スターリットシーズン』関連曲                            |
| 4月13日  | THE IDOLM@STER STARLIT SEASON 04                                                                          | Project LUMINOUS、DIAMANT | 「GR＠TITUDE」 | ゲーム『アイドルマスター スターリットシーズン』関連曲                            |
| 4月27日  | ウマ娘 プリティーダービー WINNING LIVE 05                                                                 | アグネスデジタル（鈴木みのり）、マヤノトップガン（星谷美緒）、スマートファルコン（大和田仁美）、ニシノフラワー（河井晴菜）、ハルウララ（首藤志奈）、マーベラスサンデー（三宅麻理恵）、ナイスネイチャ（前田佳織里）、ツインターボ（花井美春） | 「RUN×RUN!」 | ゲーム『ウマ娘 プリティーダービー』関連曲                                        |
| 4月27日  | ウマ娘 プリティーダービー WINNING LIVE 05                                                                 | スペシャルウィーク（和氣あず未）、サイレンススズカ（高野麻里佳）、トウカイテイオー（Machico）、オグリキャップ（高柳知葉）、ゴールドシップ（上田瞳）、メジロマックイーン（大西沙織）、テイエムオペラオー（徳井青空）、ナリタブライアン（衣川里佳）、シンボリルドルフ（田所あずさ）、アグネスデジタル（鈴木みのり）、タマモクロス（大空直美）、マヤノトップガン（星谷美緒）、メジロライアン（土師亜文）、アドマイヤベガ（咲々木瞳）、サクラバクシンオー（三澤紗千香）、スマートファルコン（大和田仁美）、ニシノフラワー（河井晴菜）、ハルウララ（首藤志奈）、マーベラスサンデー（三宅麻理恵）、ミスターシービー（天海由梨奈）、メジロドーベル（久保田ひかり）、ナイスネイチャ（前田佳織里）、マチカネタンホイザ（遠野ひかる）、ツインターボ（花井美春）、サトノダイヤモンド（立花日菜）、キタサンブラック（矢野妃菜喜）、サクラチヨノオー（野口瑠璃子）、メジロアルダン（会沢紗弥）、ヤエノムテキ（日原あゆみ）、ナリタトップロード（中村カンナ） | 「うまぴょい伝説」 | ゲーム『ウマ娘 プリティーダービー』関連曲                                        |
| 7月20日  | 劇場版「RE:cycle of the PENGUINDRUM」MUSIC COLLECTION                                                     | トリプルH | 「YELLOW BLOOD」 「ファクトリー」 「AFTER’45」 「Just a 16」 「MURDER GAME」 | 劇場アニメ『RE:cycle of the PENGUINDRUM』関連曲                                  |
| 7月20日  | 劇場版「RE:cycle of the PENGUINDRUM」MUSIC COLLECTION                                                     | トリプルH featuring プリンチュペンギン（上坂すみれ） | 「ROCK OVER JAPAN」 | 劇場アニメ『RE:cycle of the PENGUINDRUM』関連曲                                  |
| 8月17日  | ウマ娘 プリティーダービー WINNING LIVE 07                                                                 | マーベラスサンデー（三宅麻理恵） | 「マーベラスサンデータイム☆★」 | ゲーム『ウマ娘 プリティーダービー』関連曲                                        |
| 8月17日  | ウマ娘 プリティーダービー WINNING LIVE 07                                                                 | スペシャルウィーク（和氣あず未）、サイレンススズカ（高野麻里佳）、ゴールドシップ（上田瞳）、メジロマックイーン（大西沙織）、ナリタブライアン（衣川里佳）、マヤノトップガン（星谷美緒）、メジロライアン（土師亜文）、ライスシャワー（石見舞菜香）、ウイニングチケット（渡部優衣）、マーベラスサンデー（三宅麻理恵）、メジロドーベル（久保田ひかり）、メジロパーマー（のぐちゆり）、メジロアルダン（会沢紗弥）、メジロブライト（大西綺華）、サクラローレル（真野美月） | 「うまぴょい伝説」 | ゲーム『ウマ娘 プリティーダービー』関連曲                                        |
| 2023年   | | | |                                                                                  |
| 3月29日  | ウマ娘 プリティーダービー WINNING LIVE 11                                                                 | スペシャルウィーク（和氣あず未）、トウカイテイオー（Machico）、テイエムオペラオー（徳井青空）、ナリタブライアン（衣川里佳）、シンボリルドルフ（田所あずさ）、マヤノトップガン（星谷美緒）、マンハッタンカフェ（小倉唯）、アグネスタキオン（上坂すみれ）、アドマイヤベガ（咲々木瞳）、マーベラスサンデー（三宅麻理恵）、ミスターシービー（天海由梨奈）、ツインターボ（花井美春）、サトノダイヤモンド（立花日菜）、キタサンブラック（矢野妃菜喜）、サクラローレル（真野美月）、ナリタトップロード（中村カンナ）、シンボリクリスエス（春川芽生）、タニノギムレット（松岡美里）、メジロラモーヌ（東山奈央）、サトノクラウン（鈴代紗弓）、シュヴァルグラン（夏吉ゆうこ）、ジャングルポケット（藤本侑里） 、カツラギエース（藤原夏海） | 「DRAMATIC JOURNEY」 | ゲーム『ウマ娘 プリティーダービー』関連曲                                        |
| 3月29日  | ウマ娘 プリティーダービー WINNING LIVE 11                                                                 | スペシャルウィーク（和氣あず未）、トウカイテイオー（Machico）、ウオッカ（大橋彩香）、テイエムオペラオー（徳井青空）、ナリタブライアン（衣川里佳）、シンボリルドルフ（田所あずさ）、マヤノトップガン（星谷美緒）、マンハッタンカフェ（小倉唯）、アグネスタキオン（上坂すみれ）、アドマイヤベガ（咲々木瞳）、マーベラスサンデー （三宅麻理恵）、ミスターシービー（天海由梨奈）、ツインターボ（花井美春）、サトノダイヤモンド（立花日菜）、キタサンブラック（矢野妃菜喜）、ツルマルツヨシ（青山吉能）、サクラローレル（真野美月）、ナリタトップロード（中村カンナ）、シンボリクリスエス（春川芽生）、タニノギムレット（松岡美里）、メジロラモーヌ（東山奈央）、サトノクラウン（鈴代紗弓）、シュヴァルグラン（夏吉ゆうこ）、ジャングルポケット（藤本侑里）、カツラギエース（藤原夏海） | 「うまぴょい伝説」 | ゲーム『ウマ娘 プリティーダービー』関連曲                                        |
| 5月10日  | THE IDOLM@STER CINDERELLA GIRLS U149 ANIMATION MASTER 02 よりみちリトルスター                             | 安部菜々（三宅麻理恵）、佐藤心（花守ゆみり）、赤城みりあ（黒沢ともよ） | 「凸凹スピードスター」 | テレビアニメ『アイドルマスター シンデレラガールズ U149』挿入歌                   |
| 7月12日  | THE IDOLM@STER CINDERELLA GIRLS STARLIGHT MASTER PLATINUM NUMBER 03 ダンシング・デッド                    | 双葉杏（五十嵐裕美）、白雪千夜（関口理咲）、安部菜々（三宅麻理恵） | 「猛烈宇宙交響曲・第七楽章「無限の愛」」 | ゲーム『アイドルマスター シンデレラガールズ スターライトステージ』関連曲         |
| 10月4日  | THE IDOLM@STER CINDERELLA GIRLS STARLIGHT MASTER PLATINUM NUMBER 10 全開！ミラクルアドベンチャー！        | 浅利七海（井上ほの花）、安部菜々（三宅麻理恵）、前川みく（高森奈津美） | 「全開！ミラクルアドベンチャー！（M@STER VERSION）」 | ゲーム『アイドルマスター シンデレラガールズ スターライトステージ』関連曲         |
| 10月4日  | THE IDOLM@STER CINDERELLA GIRLS STARLIGHT MASTER PLATINUM NUMBER 10 全開！ミラクルアドベンチャー！        | 安部菜々（三宅麻理恵） | 「全開！ミラクルアドベンチャー！（M@STER VERSION）」 | ゲーム『アイドルマスター シンデレラガールズ スターライトステージ』関連曲         |
| 2024年   | | | |                                                                                  |
| 4月10日  | THE IDOLM@STER CINDERELLA GIRLS STARLIGHT MASTER HEART TICKER! 05 Teeenage☆Groovin'                       | 荒木比奈（田辺留依）、神谷奈緒（松井恵理子）、安部菜々（三宅麻理恵） | 「ぱ ぴ ぷ ぺ POP!」 | ゲーム『アイドルマスター シンデレラガールズ スターライトステージ』関連曲         |

### その他参加楽曲
| 発売日        | 商品名                                                                             | 歌                               | 楽曲                   | 備考                              |
| ------------- | ---------------------------------------------------------------------------------- | -------------------------------- | ---------------------- | --------------------------------- |
| 2015年6月10日 | CINDERELLA PARTY! でれぱDEないと をきかないと!! 〜あかるくせいそにかわいくきよく〜 | 原紗友里、青木瑠璃子、三宅麻理恵 | 「どうにもとまらない」 | ラジオ『CINDERELLA PARTY!』関連曲 |
| 2018年8月1日  | CINDERELLA PARTY! でれぱ音頭 ＼ドンドンカッ／                                      | 原紗友里、青木瑠璃子、三宅麻理恵 | 「17才」               | ラジオ『CINDERELLA PARTY!』関連曲 |